# Elektromos hal
Az elektromos hal olyan hal, amely képes elektromos teret (elektromos mező) generálni. Az elektromos teret generáló halakat elektrogenikusnak is nevezik, míg azokat a halakat, amelyek képesek érzékelni az elektromos teret, elektroreceptívnek hívják. A legtöbb elektrogenikus hal egyben elektroreceptív is.
Az elektromos halak Dél-Amerika és Afrika folyóvizeiben, valamint az óceánokban találhatók. Több hal képes érzékelni elektromos teret (például: cápák, harcsák), vagyis ezek elektroreceptív halak, de nem osztályozzák őket elektromos halként, mert nem képesek elektromosságot generálni. A legtöbb csontos hal, amelyet akváriumban tartanak, vagy ételként fogyasztanak, nem elektromos hal. Jelenleg közel 350 elektromos halfaj ismeretes.

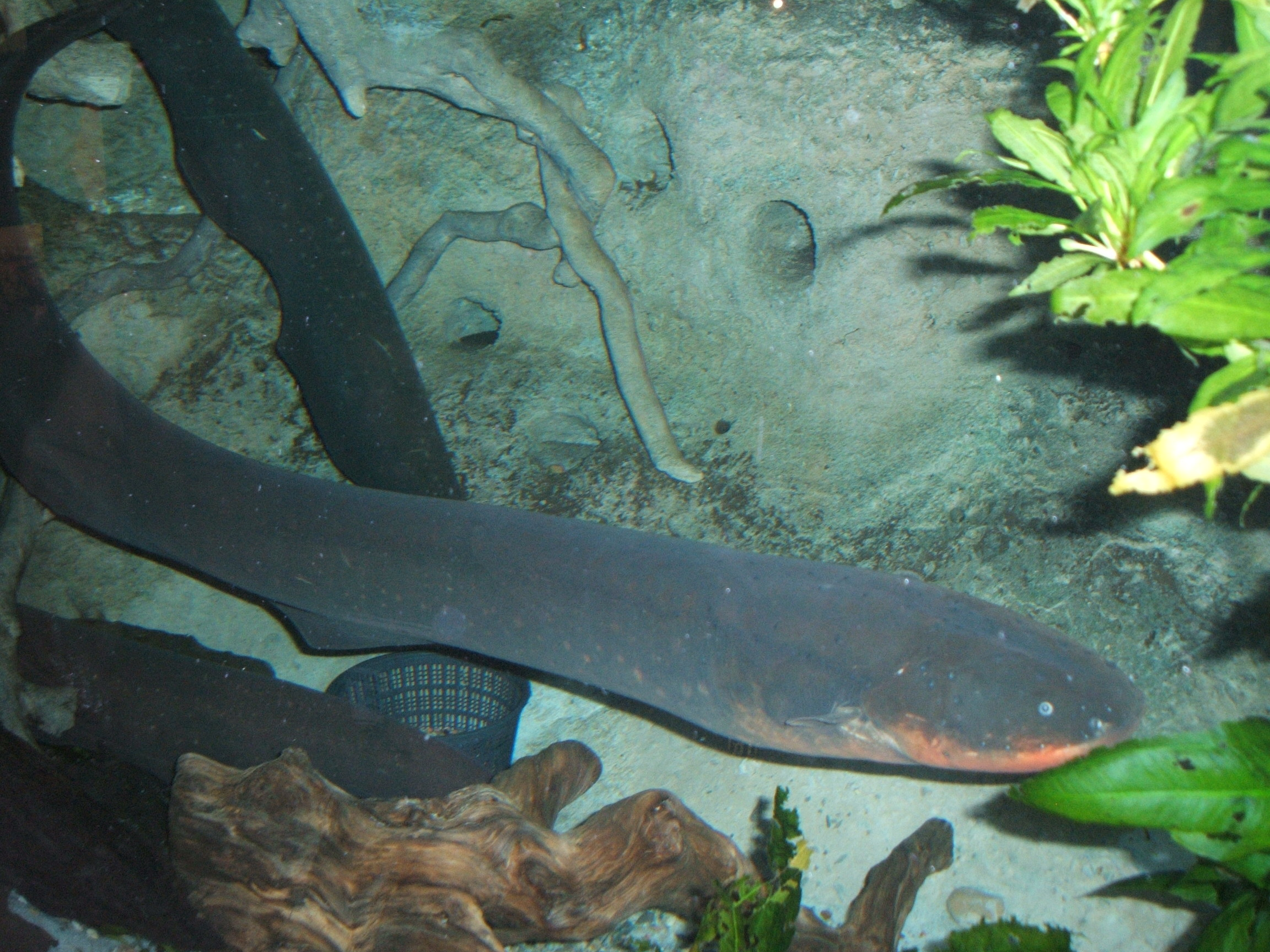
Elektromos angolna

## Elektromos szerv
Az elektromos halak az elektromos szervük segítségével generálnak elektromos teret. Ez egy speciális szerv, amely módosult izmokból és idegsejtekből épül fel, és ezek segítségével termeli a bioelektromos mezőt, mely erősebb annál az elektromos mezőnél, melyet a normális idegek és izmok termelnek.
Az elektromos szerv általában a hal farkában vagy a fejénél helyezkedik el. A szerv kisülése idegingerület hatására jön létre. Az erős áramütést okozó halak elektromos szerve úgy épül fel, mint egy elektromos telep, azaz sok kis kamra (telep) sorbakapcsolásával.
Az elektromos kisülés két fajtája különböztethető meg: az egyik esetben a hullámforma közel szinuszgörbe alakú, míg a másik esetben a kisülés egy impulzus. Az elektromos szerv által okozott elektromos mezőt a hal felhasználhatja navigációra, védekezésre, kommunikációra, és támadásra.

## Erős elektromosságú halak
Azokat a halakat sorolják ide, amelyek képesek az általuk generált elektromos kisüléssel megbénítani áldozatukat, mely táplálékul szolgál. A generált kisülés 10-500 voltos feszültséget eredményezhet, maximálisan 1 amper áramerősséggel. Elektromosan erős hal például az elektromos angolna, márványos zsibbasztó rája, az atlanti zsibbasztó rája és az elektromosharcsa-félék.

## Gyenge elektromosságú halak
A gyenge elektromosságú halak tipikusan 1 voltnál kisebb feszültséget képesek generálni, és ezt a képességüket navigációra, valamint kommunikációra használják. A két legtöbbet kutatott ilyen hal, az elefánthal (Gnathonemus petersi), és a fekete késhal (Apteronotus albifrons).

## Fordítás
Ez a szócikk részben vagy egészben  az   Electric fish című angol Wikipédia-szócikk fordításán alapul.  Az eredeti cikk szerkesztőit annak laptörténete sorolja fel. Ez a jelzés csupán a megfogalmazás eredetét és a szerzői jogokat jelzi, nem szolgál a cikkben szereplő információk forrásmegjelöléseként.